# Meadow (Texas)
Meadow è una città degli Stati Uniti d'America, situata nello Stato del Texas, nella Contea di Terry.